# Tim Wilhelm
Jörg-Tim Wilhelm (* 9. November 1977 in Bayreuth) ist ein deutscher Fernsehmoderator und Sänger. Seit 2012 ist er Mitglied der deutschen Band Münchener Freiheit.

## Leben
Wilhelm erhielt als Kind Klavierunterricht und spielte Schlagzeug. 1992 wurde er Mitglied der Crossover-Rockband Alien Police Department (APD), bei der er Frontmann wurde. Die Band gewann 1995 einen Nachwuchswettbewerb von ViVA TV als „Best Newcomer“ und erhielt daraufhin einen Plattenvertrag bei BMG Ariola. Nach vier Veröffentlichungen bei diesem Label und bei 4tunateMusix sowie zahlreichen Konzerten löste sich die Band auf .Wilhelm arbeitete ab 1999 als Studiosänger und Songwriter in der Film and Music Entertainment (FAME AG) in München für und mit Curt Cress.
Er absolvierte ein Schauspielstudium sowie eine klassische Gesangsausbildung an der Musikhochschule München bei u. a. bei Hanno Blaschke. Bereits vor und während seines Studiums wirkte er in Theaterstücken mit. Nach einigen Auftritten in Kinderstücken am Theater tourte er ab 2002 mit rockiger/poppiger Kindermusik durch Schulen, Kindergärten und Krankenhäuser. Zusätzlich war er als Songwriter für die Kinderband Lollipops tätig.
Als Moderator war er vielseitig tätig, sowohl in Fernsehsendungen als auch bei Veranstaltungen wie zum Beispiel dem Tag der offenen Tür der Bundesregierung im Innenhof des Kanzleramts (2004) sowie bei zahlreichen Benefiz-Veranstaltungen.
Mit der Band Münchener Freiheit tourt Wilhelm seit 2012 als Sänger durch Deutschland, Österreich, Dänemark und die Schweiz. Er war beteiligt an den Alben MEHR (2014) und Schwerelos (2018).

### Fernsehen
Als Moderator wirkte er unter anderem seit  2003 in Fernseh-Kinderprogrammen bei öffentlich-rechtlichen Sendern, darunter Pumuckl TV bei KiKA (2004), Schlawiner Club (2003–2006). Im Jahr 2006 wechselte er zum Privatfernsehen und produzierte bis 2011 in eigener Regie über 50 Folgen des Magazins TiM trifft…deine Stars!, das Prominente präsentierte und bei Jetix, Sky und Kabel eins ausgestrahlt wurde.
Als Außenreporter bei der Galileo-Rubrik „Selbstexperiment“ und als Moderator bei Musikfestivals wie Young&Free am Nürnberger Zeppelinfeld, Mountains in Motion am Gipfel des Wilden Kaisers u. v. a.) stand Wilhelm vor der Kamera und auf der Bühne. Außerdem war er für Wissenschafts-Veranstaltungen und Sport-Lifestyle-Events im Einsatz wie: „Leap Frog Learning Award“, „EM-Eskorte mit Michael Ballack“, „Boris Becker Kids‘ Day“, „Disney Kinotag“ sowie für die Daimler AG und die Deutsche Bahn.

### Theater
Als Schauspieler war Wilhelm in klassischen Werken zu sehen, zum Beispiel 2003 in der Doppelrolle Karl und Franz Moor in Die Räuber, 1999–2002 als Siegfried (Wagner-Adaption), 2011 als Sosias (Amphitryon) oder 2001 als Renfield (Dracula). An der Komödie im Bayerischen Hof in München spielte er seit 2004 als Schauspieler im Kindertheater und schrieb die Musik sowie Liedtexte für mehrere Produktionen. In der Spielzeit 2006/2007 übernahm er die Rolle des Kaisers Franz Joseph in der Operette Sissy in der Sommerarena Baden. Im Oktober 2021 sang er bei der Uraufführung von Ralph Siegels Musical Zeppelin den jungen Grafen Zeppelin im Festspielhaus Füssen. Dort spielt er seit 2023 auch die Hauptrolle in Siegels Musical Summer of love – ein bisschen Frieden. Ebenso ist er seit 2024 beim Mundart-Musical Buchbinder Wanninger sowie bei Frank Nimsgerns neuem Musical Zauberflöte mit dabei, welche beide im Festspielhaus in Füssen sowie im Deutschen Theater in München gespielt werden.

## Diskographie
Kinderlieder unter dem Namen TiM 
- Tim (Sony Music, 2003)
- Durchs Jahr mit Tim (Universal Music, 2003)
- Lass uns rocken (Edel Records)

Mit der Münchener Freiheit
- Mehr (Edel Records)
- Schwerelos (Freiheit Records)